# Wrangell-St. Elias National Park
61°N 142°V / 61°N 142°V
Wrangell-St. Elias National Park er en nationalpark, et biosfærereservat og et verdensarvområde i delstaten Alaska i USA. Parken blev etableret 2. december 1980 og er på 53.321 km². Det bjergrige landskab er stedet hvor bjergkæderne Alaska, Chugach og Wrangell-Saint Elias mødes, og som indeholder mange af kontinentets højeste bjerge, bl.a. Mount Saint Elias (5.489 moh.). Andre attraktioner er   Bagleyisbræen, vulkanen på Mount Wrangell og de nedlagte kobbergruber i Kennecott. Flere end 25 procent af parkens vulkanske bjergtoppe er dækket af gletsjere
Nationalparken blev etableret i 1980 som et af i alt femten naturbeskyttelsesområder som blev oprettet samtidig med Alaska National Interest Lands Conservation Act. 
Denne park er en af de største nationalparker i USA, og er i areal større end ni af delstaterne. Det meste af parken er vildmark. 
Parken blev i 1979 opført på UNESCOs verdensarvsliste som en del af klyngen af naturbeskyttelsesområder  Kluane/Wrangell-St. Elias/Glacier Bay/Tatshenshini-Alsek i USA og Canada; parken grænser til Kluane National Park i Canada.